# Leopold van Itallie

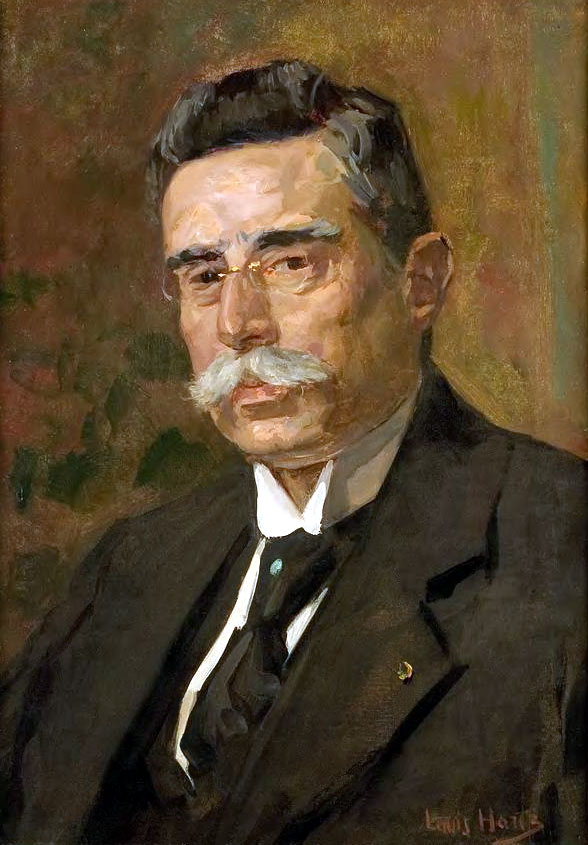
Leopold van Itallie

Leopold van Itallie (* 12. März 1866 in Maastricht; † 2. Mai 1952 in Heelsum) war ein niederländischer Pharmakologe und Toxikologe.

## Leben
Leopold stammte aus einer jüdischen Familie. Sein Vater war der jüdische Prediger Samuel van Itallie (geboren 14. Januar 1835 in Meppel; gestorben 5. März 1912 in Maastricht) und seine Mutter Marianne Maria Cohen (geboren um 1836 in Maastricht; gestorben 2. Juli 1900 ebd.). Nach dem Besuch der Grundschule und der höheren Bürgerschule (HBS) in seiner Geburtsstadt begann er am 24. September 1883 ein Studium der Naturwissenschaften an der philosophischen Fakultät der Universität Utrecht, wo unter anderem Hendrik Wefers Bettink (* 17. März 1839 in Utrecht; † 19. November 1921 ebenda) sein prägender Lehrer wurde. 1886 bestand er sein Apothekerexamen und wurde daraufhin Gemeindeapotheker in Rotterdam. 1896 setzte er an der Universität Bern bei Alexander Wilhelm Oswald Tschirch seine Studien fort, wo er 1901 mit der Arbeit Über den orientalischen und den amerikanischen Styrax promovierte. 
1902 übernahm er eine Lehrerstelle an der Reichsveterinärschule in Utrecht und habilitierte sich 1906 als Dozent für Pharmakologie an der Universität Utrecht. Am 4. April 1907 berief man ihn auf die Professur für Pharmazie und Toxikologie an der Universität Leiden, welche Aufgabe er am 25. September 1907 mit der Einführungsrede De vermeerdering onzer kennis omtrent geneesmiddelen in de 19e eeuw (deutsch: Die Zunahme der Kenntnisse über Arzneimittel im 19. Jahrhundert) übernahm. Hier beteiligte er sich an den organisatorischen Aufgaben der Hochschule und war im Akademiejahr 1922/23 Rektor der Alma Mater, wozu er am 8. Februar 1923 die Rektoratsrede De macht van het kleine (deutsch: Die Macht der Kleinen) hielt. Itallie war Redakteur des Pharmaceutisch Weekblad, wurde Vorsitzender der ständigen niederländischen Pharmakologiekommission und Vorsitzender des niederländischen Reichsinstituts für Pharmatherapeutische Untersuchungen. Zudem leitete er das Pharmakologische Institut in Leiden. 
Für seine Arbeiten erhielt er zahlreiche Ehrungen. So wurde er 1921 Ritter, später Kommandeur, des Ordens von niederländischen Löwen, 1927 Kommandeur des Ordens von Oranien-Nassau, 1926 Offizier des Belgischen Kronordens, 1928 Offizier des französischen Ordre des Palmes Académiques, erhielt 1932 Flückiger-Medaille der ETH Zürich und 1934 wurde er Offizier der französischen Ehrenlegion. Zudem erhielt er Ehrendoktorwürden so 1933 von der Sorbonne in Paris, 1934 von der Universität Lüttich, 1934 von der Universität Leiden und der Universität Straßburg. Auch war er Mitglied vieler wissenschaftlicher Vereinigungen, so ab 1928 des College of Pharmacy an Science in Philadelphia, 1923 Honorarmitglied der American Pharmacists Association, 1924 korrespondierendes und 1930 Ehrenmitglied der Académie royale de médecine de Belgique in Brüssel.

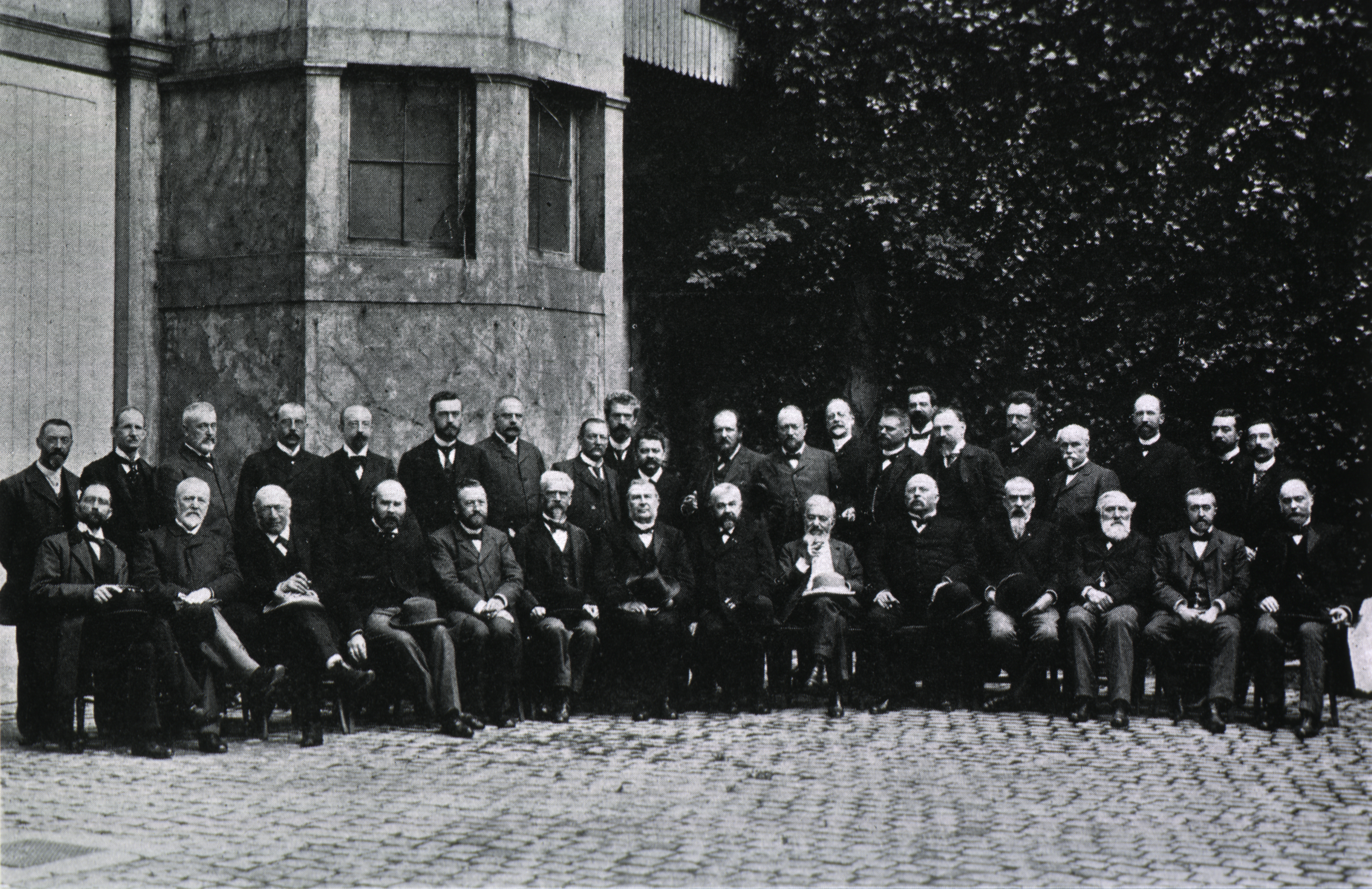
Leopold van Itallie (mittlere Reihe, rechts), Internationale Konferenz zur Vereinheitlichung der Formeln wirksamer Arzneimittel in Brüssel, September 1902

1925 ernannte man ihn zum Ehrenmitglied des schweizerischen Apothekerverbands, 1926 zum Ehrenmitglied der Niederlands-Indische Apothekersvereining, 1927 zum Ehrenmitglied der Societe Pharmaceutique te Athene, 1929 wurde er korrespondierendes Mitglied der Académie nationale de Médecine in Paris, sowie der österreichischen Pharmazeutischen Gesellschaft in Wien, 1930 Ehrenvorsitzender der International Pharmaceutical Federation und  Ehrenmitglied der società di farmacia in Turin.
Er war auch Ehrenmitglied des Deutschen Apothekervereins, diese Mitgliedschaft legte er 1933 aufgrund der Judenverfolgung in Deutschland nieder. Im Alter von siebzig Jahren wurde er am 21. September 1936 aus seiner Professur emeritiert. Nachdem die Niederlande 1940 im Zweiten Weltkrieg von den Deutschen besetzt worden waren, wurden er und seine Frau in verschiedene Konzentrationslager verschleppt, zuletzt in das KZ Theresienstadt, wo sie den Holocaust überlebten. Nach der Befreiung des Lagers in Theresienstadt verlebte er seine letzte Lebenszeit in Heelsum, wo er verstarb.

## Familie
Van Itallie verheiratete sich am 14. August 1894 in Den Haag mit der Journalistin und Frauenrechtlerin, sowie späteren Politikerin Hendrika Wilhelmina Bernardina van Embden (* 22. Oktober 1870 in Den Haag; † 6. September 1959 in Trogen), die Tochter des jüdischen Kaufmanns Arnold Moritz van Embden (* 20. Oktober 1840 in Zwolle; † 9. März 1929 ebd.) und dessen Frau Louise Wilhelmina Frederika Leon (* 28. Februar 1841 in Den Haag; † 3. Juni 1873 ebd.). Aus der Ehe stammt die Tochter Louisa Marianne van Itallie (* 16. Mai 1895 in Rotterdam; † 13. April 1984 in Heelsum) und der Sohn Georg van Itallie (* 11. August 1898 in Rotterdam; † 8. Dezember 1995 in Oegstgeest), welcher sich 1946 mit Hillegonda Baars (* 19. Januar 1908 in Rotterdam; † 20. August 1973 in Zeist) verheiratete.

## Werke (Auswahl)
- Über den orientalischen und den Amerikanischen Styrax. Leiden 1901
- Recepteerkunst. 11. Aufl. 1927
- Latijnsch - Ned. Woordenb. op de Pharmacopoea Nederlandica. 1906 (mit R. T. F. Reudler)
- Toxicologie en gerechtel. scheikunde. 1928 (mit H. G. Bijisma)